# Карамышев, Амир Батыргареевич
Ами́р Батыргаре́евич Кара́мышев (баш. Әмир Батыргәрәй улы Ҡарамышев, 1892—1918) — башкирский военный, участник гражданской войны в России и Башкирского национального движения, ротмистр.

## Биография
Карамышев Амир Батыргареевич родился 1892 году в семье учителя. Происходил из башкирского дворянского рода Карамышевых. Окончил Казанскую татарскую учительскую школу (семинарию).
Участвовал в Первой мировой войне, за боевые отличия был произведен в прапорщики. В 1917 году занимал должность начальника Стерлитамакской уездной милиции.
С конца 1917 года участвует в Башкирском национальном движении. 5 января 1918 года с целью формирования первых башкирских полков Правительство Башкурдистана направило в Таналыково-Баймак Бурзян-Тангауровского кантона членов Малого курултая Г. С. Идельбаева и Г. С.-Я. Магазова, помощника заведующего военным отделом А. Б. Карамышева, офицеров Г. Мрясова, У. Х. Ягудина и Х. Биишева. Также в состав данной группы вошли польские офицеры (С. Бриц, Столбовский и другие) и гражданские лица (М. К. Адигамов, Х. Г. Габитов и другие). За короткий срок был сформирован отряд из 400 человек, который состоял из пехоты и кавалерии. Общее руководство отрядом осуществлял прапорщик Г. С.-Я. Магазов, пехотой командовал поручик Г. С. Идельбаев, кавалерией — корнет А. Б. Карамышев. 11 февраля, в целях пополнения отряда солдатами-добровольцами, кавалерийский отряд Карамышева выступил из Таналыково-Баймака. Председатель Оренбургского губернского военно-революционного комитета С. М. Цвиллинг в своей телеграмме потребовал «ареста главарей башкирского отряда, угрожая в случае неисполнения приказания объявлением Баймакского совета рабочих депутатов контрреволюционным». Ночью 2 марта 1918 года личный состав отряда и уполномоченные Башкирского правительства были арестованы Баймакским Советом рабочих-депутатов. Приобретённые для башкирских отрядов винтовки были розданы рабочим Самакинского завода. 4 марта 1918 года слабо вооружённые башкирские отряды численностью около 2 тысяч человек под руководством А. Б. Карамышева взяли в осаду Баймак. Они перерезали телеграфные линии и объявили ультиматум с требованием освобождения членов Башкирского правительства и башкирских офицеров. Баймакский совет отверг ультиматум, однако вскоре заключил соглашение с Карамышевым об освобождении арестованных. Но 6 марта прибывший из Орска полк красногвардейцев под командованием Н. Баранова отбивает блокаду. Согласно А. А. Валидову, причиной ухода отряда Карамышева связано с угрозой расстрела арестованных в Оренбурге членов правительства Башкурдистана.
Расстрел башкирских солдат и офицеров в Баймаке стал мощным стимулом к открытой вооружённой борьбе против большевиков. Офицеры избежавшие ареста и расправы (А. Б. Карамышев, А. А. Биишев, С. Бриц и другие) продолжили свою работу по формированию башкирских добровольческих отрядов. В ночь с 3 по 4 апреля 1918 года объединенные отряды башкир под руководством А. Б. Карамышева и казаков, освобождают членов Правительства Башкурдистана из Оренбургской тюрьмы. 7-8 апреля 1918 года в контролируемом Советами городе Уфе состоялось тайное совещание лидеров башкирского национального движения с участием Карамышева, на котором было принято решение об организации партизанского движения.
В июне—июле 1918 года, будучи командиром 1-го Башкирского кавалерийского полка, был одним из активных организаторов башкирских военных формирований в районе города Верхнеуральска. 20 июля 1918 года назначен командующим башкирскими частями Верхнеуральского фронта.
Был ранен в бою под Верхнеуральском. 7 августа умер от воспаления легких и паралича сердца в городе Миасс. На его похоронах в Оренбурге присутствовали члены Башкирского военного совета, офицеры 1-го и 4-го Башкирских пехотных полков, почётного военного эскорта.

## Память
После смерти, решением Башкирского Военного Совета, был возведён в герои и его именем назван 1-й Башкирский кавалерийский полк.

## Семья
Дед — Юсуф Ибрагимович Карамышев, майор Башкирского войска;
Отец — Батыргарей, учитель;
Мать — Кабира Ахметьяновна Валидова;
Братья:
Мухамедгарей, участник Башкирского национального движения;
Мухтар, ротмистр, командир 1-го Башкирского кавалерийского полка;
Сулейман, служил в Башкирском корпусе, погиб на поле боя;
Сестра — Рузида, военный врач 112-й Башкирской кавалерийской дивизии;
Жена — Мархаба;
Сын — Байслан, капитан, участвовал в Великой Отечественной войне.